# Мальцев, Николай Анатольевич
Николай Анатольевич Мальцев (11.10.1933 — ?) — инженер-энергетик, лауреат Государственной премии СССР 1970 года.
Родился 11 октября 1933 г. в Москве. Член КПСС с 1968 года.
Окончил Московский энергетический институт по специальности «промышленная электроника» (1957).
с 1957 по 1960 гг. работал в в/ч 06169 в Ногинске (Вычислительный центр № 3 МО).
В 1960 году переехал в Минск и поступил в СКБ завода счетных машин им. Орджоникидзе. В 1964 г. оно преобразовано в МПБ завода им. Г. К. Орджоникидзе с переходом на отдельный баланс, в 1969 г. МПБ преобразовано в Минский филиал Научно-исследовательского центра электронно-вычислительной техники (НИЦЭВТ), ставший в 1972 г. самостоятельным институтом — НИИЭВМ.
Участвовал в разработке серий машин Минск, начиная с Минск-2, в качестве ведущего инженера, начальника лаборатории, начальника отдела (с 1968 г.) и зам. начальника отделения.
В 1975—1977 гг. в командировке в Финляндии, технический директор фирмы «Элорг-Дата».
С 1993 до 31 января 1996 г. референт директора НИИЭВМ. Затем — на пенсии.
Главный конструктор «Минск-26», зам. главного конструктора «Минск-27» и ЭВМ ЕС-1022.
Лауреат Государственной премии СССР 1970 года (в составе коллектива) — за создание семейства универсальных ЭВМ второго поколения типа «Минск» и освоение их серийного производства.
Сочинения:
- Электронная вычислительная машина ЕС-1020 [Текст] / В. В. Пржиялковский, Г. Д. Смирнов, Н. А. Мальцев и др.] ; Под общ. ред. А. М. Ларионова. — Москва : Статистика, 1975. — 128 с. : ил.; 21 см.